# José María Errandonea
José María Errandonea Urtizberea, né le 12 décembre 1940 à Irun, est un coureur cycliste espagnol. Il est professionnel de 1965 à 1970. 

## Biographie
En 1967, il crée la surprise en remportant le premier prologue de l'histoire du Tour de France, devant Raymond Poulidor,.
Son frère cadet José Luis a également été coureur cycliste.

## Palmarès sur route

### Par année
- 1958
  - Mémorial Gervais[2]
- 1959
  - Tour de la Bidassoa
- 1961
  - Tour d'Eure-et-Loir
  - Paris-Cayeux
- 1962
  - 2e de Paris-Troyes
- 1963
  -  Champion d'Espagne des régions
  - 2e du Tour d'Eure-et-Loir
- 1964
  - Circuito Urbano[3]
  - 2e de Bordeaux-Saintes
- 1965
  - 2e du championnat d'Espagne des régions
  - 3e de la Classique d'Ordizia
- 1966
  - 2e étape du Tour du Levant (contre-la-montre)
  - 3e étape du Gran Premio de la Bicicleta Eibarresa
  - Gran Premio Club Drink :
    - Classement général
    - 1rea étape (contre-la-montre)

  - 1reb étape du Tour d'Espagne (contre-la-montre)
  - 2e du Tour d'Ávila
  - 2e du championnat d'Espagne des régions
  - 3e du Tour d'Andalousie
  - 3e du Gran Premio de la Bicicleta Eibarresa
  - 3e du Trofeo Juan Fina
  - 10e du Tour d'Espagne
- 1967
  - 2e étape du Gran Premio de la Bicicleta Eibarresa
  - 8e étape du Tour de Suisse (contre-la-montre)
  - Prologue du Tour de France
  - 2e du Gran Premio de la Bicicleta Eibarresa
- 1968
  - Gran Premio de la Bicicleta Eibarresa
  - 9e étape du Tour d'Espagne
  - 2e du Trofeo Elola
  - 4e du Tour d'Espagne
- 1969
  - 2e du Gran Premio Nuestra Señora de Oro
- 1970
  - 18e étape du Tour d'Espagne

### Résultats sur les grands tours

#### Tour de France
2 participations
- 1966 : 56e
- 1967 : hors course (8e étape), vainqueur du prologue,  maillot jaune pendant 2 jours

#### Tour d'Espagne
5 participations
- 1965 : abandon (4eb étape)
- 1966 : 10e, vainqueur de la 1reb étape (contre-la-montre),  maillot amarillo pendant 2 jours (dont 3 demi-étapes)
- 1967 : 23e
- 1968 : 4e, vainqueur de la 9e étape
- 1970 : 35e, vainqueur de la 18e étape

#### Tour d'Italie
1 participation
- 1968 : 40e

## Palmarès sur piste
- 1961
  -  Champion d'Espagne de poursuite amateurs
- 1965
  -  Champion d'Espagne de poursuite
  - 2e des Six Jours de Madrid (avec Francisco Tortella)
- 1967
  -  Champion d'Espagne de poursuite